# House of Kicks
House of Kicks, var en svensk distributör av tyngre musik, bland annat death metal, grundad 1986 av Carl von Schewen, Johan Hargeby och Roger Reinhold. House of Kicks hade en, numera nedlagd, butik på Yxsmedsgränd i Gamla Stan, Stockholm. House of Kicks har numera bytt namn till Sound Pollution.